# Село Яланець
Село Яланець (також 33 км) — пасажирський залізничний зупинний пункт Шевченківської дирекції Одеської залізниці на вузькоколійній залізниці (ширина — 75 см) Гайворон — Рудниця між станціями Рудниця (45 км) та Бершадь (9 км).
Розташований у селі Яланець, неподалік с. Глинське Гайсинського району Вінницької області.

## Пасажирське сполучення
Зупиняються приміські поїзди (відновлено рух з 14 жовтня 2021 року однієї пари на добу щоденно) сполученням Рудниця — Гайворон.